# Schlesisches Tor (stacja metra)
Schlesisches Tor – stacja metra w Berlinie na linii U1. Stacja położona jest w dzielnicy Kreuzberg, w okręgu administracyjnym Friedrichshain-Kreuzberg. Poprzednim przystankiem jest Berlin Warschauer Straße, a następnym Görlitzer Bahnhof.